# Verbascum borbasianum
Verbascum borbasianum är en flenörtsväxtart som beskrevs av Sóo. Verbascum borbasianum ingår i släktet kungsljus, och familjen flenörtsväxter. Inga underarter finns listade i Catalogue of Life.